# Campospinoso Albaredo
Campospinoso Albaredo (Campaspinus in dialetto oltrepadano) è un comune italiano di 1 317 abitanti della provincia di Pavia in Lombardia. Si trova nella pianura dell'Oltrepò Pavese, non lontano dalla riva destra del Po, tra i torrenti Scuropasso e Versa.
Si compone di due nuclei tra loro quasi saldati, Campospinoso e Albaredo-Casenuove, più un nucleo minore, detto Casebasse, situato nel territorio del soppresso comune di Albaredo Arnaboldi.

## Storia
Campospinoso appare per la prima volta nel 1250, nell'elenco delle terre del dominio pavese. Apparteneva alla squadra e poi al feudo di Broni, di cui seguì sempre le sorti; appartenne perciò ai Beccaria e, in seguito alla confisca di metà di questo feudo (vedi Cigognola) fu assegnato con il vicino Albaredo ai Visconti Scaramuzza (1531). Successivamente fu venduto agli effettivi feudatari di Broni, gli Arrigoni di Milano, in mano ai quali restò fino all'abolizione del feudalesimo (1797).
Nel 1928 a Campospinoso fu unito il comune di Albaredo Arnaboldi, e prese il nome di Campospinoso Albaredo (CC B568) Nel 1942 dal comune venne staccata una zona, già parte del comune di Albaredo Arnaboldi, che venne aggregata a Belgioioso. Il comune di Campospinoso Albaredo fu soppresso nel 1948, e al suo posto furono ricostituiti i comuni preesistenti di Albaredo Arnaboldi e Campospinoso con i confini precedenti al 1928.
Nell'agosto 2000, i due comuni sono associarono nell'Unione Comuni Campospinoso Albaredo, un ente locale a tutti gli effetti, divenuta operativa nel settembre 2000, che aveva il compito di gestire le funzioni che i comuni decidevano di trasferirle. 
Con referendum del 20 novembre 2022 i cittadini dei comuni di Albaredo Arnaboldi e Campospinoso sono stati chiamati alle urne per votare la fusione per incorporazione del comune di Albaredo Arnaboldi nel comune di Campospinoso. La scheda referendaria presentava due quesiti: il primo sull'effettiva fusione, il secondo sul cambio di denominazione da Campospinoso a Campospinoso Albaredo. I risultati del referendum sono stati:
| Comune                                                                            | 1° quesito   | 1° quesito | 1° quesito    | 2° quesito   | 2° quesito   | 2° quesito    | Aventi diritto | Votanti | Affluenza |
| Comune                                                                            | Sì           | No         | Bianche/nulle | Sì           | No           | Bianche/nulle | Aventi diritto | Votanti | Affluenza |
| --------------------------------------------------------------------------------- | ------------ | ---------- | ------------- | ------------ | ------------ | ------------- | -------------- | ------- | --------- |
| Albaredo Arnaboldi                                                                | 83 (91,20%)  | 8 (8,80%)  | 0 (0,00%)     | 79 (86,81%)  | 12 (13,19%)  | 0 (0,00%)     | 192            | 91      | 47,40%    |
| Campospinoso                                                                      | 355 (94,90%) | 17 (4,60%) | 2 (0,80%)     | 247 (66,04%) | 124 (33,16%) | 3 (0,80%)     | 859            | 374     | 43,50%    |
| Fonte: Deliberazione n. 25 del 24.11.2022 Consiglio Comunale di Albareo Arnaboldi |              |            |               |              |              |               |                |         |           |

La fusione è stata approvata con Legge Regionale n. 5 del 14 novembre 2023 e pubblicata sul Bollettino Ufficiale Regione Lombardia (BURL) n. 46 del 17 novembre 2023. Come conseguenza, il 18 novembre 2023 il comune di Campospinoso ha cambiato nome in Campospinoso Albaredo decretando ufficialmente la soppressione di Albaredo Arnaboldi.

## Società

### Evoluzione demografica
Il comune contava 1 168 abitanti al censimento del 1931 e 1 122 abitanti al censimento del 1936.
Considerando l'insieme dei territori dei comuni oggetto della fusione del 2023, alla data del censimento generale della popolazione del 2021 il nuovo comune unico risultava avere una popolazione legale di 1 316 abitanti.

### Simboli
Lo stemma e il gonfalone sono stati approvati con delibera del consiglio comunale del 18 febbraio 1998 e concessi con decreto del presidente della Repubblica del 25 giugno dello stesso anno.
Le spighe di grano rappresentano il principale prodotto agricolo locale, mentre l'arbusto spinoso piegato a formare la lettera S allude al nome del paese.
Il gonfalone è un drappo di giallo bordato di rosso.

## Società

### Evoluzione demografica
Demografia di Campospinoso Albaredo.
Abitanti censiti

## Amministrazione
Sindaco Olga Volpin (Lista Civica - Insieme per Campospinoso) dal 26-05-2019
Vicesindaco Santo Occhiuzzi
Assessore Luigi Magrotti